# Asarkina pitamara
Asarkina pitamara är en tvåvingeart som beskrevs av Ghorpade 1994. Asarkina pitamara ingår i släktet Asarkina och familjen blomflugor. Inga underarter finns listade i Catalogue of Life.